# Comité Paralímpico Nacional de Pakistán
El Comité Paralímpico Nacional de Pakistán es el comité paralímpico nacional que representa a Pakistán. Esta organización es la responsable de las actividades deportivas paralímpicas en el país. Es miembro del Comité Paralímpico Internacional y del Comité Paralímpico Asiático.